# Expédition 12 (ISS)
Insigne de la mission
Équipage de l'expédition 12
Chronologie
Expédition 11 Expédition 13
Expédition 12 est la 12e mission vers la Station spatiale internationale. Elle s'est déroulée du 3 octobre 2005 au 8 avril 2006. Deux sorties extravéhiculaires ont été effectuées.

## Équipage
| Commandant                           | Ingénieur de vol 1               |
| ------------------------------------ | -------------------------------- |
| William McArthur, NASA Quatrième vol | Valery Tokarev, RSA Deuxième vol |